# 乳香之地
乳香之地（英語：Land of Frankincense）是阿曼佐法尔省與乳香贸易有關的一系列遗迹的統稱。乳香之地刚登录世界遗产时名为乳香之路（英語：The Frankincense Trail），2005年改为现名，但UNESCO中文版网页仍保留“乳香之路”的名称。

## 组成
乳香之地包含四处遗迹：
- 劳里湖遗址，曾是乳香贸易海港，后因沙坝封闭入海口而没落。
- 拜利德遗址位于塞拉莱拜利德区，即祖法儿古城。祖法儿亦是乳香贸易港口，郑和曾航行至此。
- 道凱乾河上游地区有一历史悠久的乳香园。
- 希斯尔遗址位于鲁卜哈利沙漠南部边缘地带，曾是重要的绿洲商站，后因城中泉水塌陷而被荒弃。

## 世界遗产
2000年，联合国教科文组织将乳香之地列入世界遗产名录，登录面积850 ha ，缓冲区面积1,243 ha。

### 登录基准
该世界遗产被认为满足世界遺產登錄基準中的以下基準而予以登錄：
- （iii）呈现有关现存或者已经消失的文化传统、文明的独特或稀有之证据。
- （iv）关于呈现人类历史重要阶段的建筑类型，或者建筑及技术的组合，或者景观上的卓越典范。